# إيتريتا
إيتريتا، (بالفرنسية: Étretat)‏، هي بلدية فرنسية في إقليم السين البحرية لتابع لمنطقة نورماندي في شمال غرب فرنسا. إنها مدينة سياحية وزراعية تقع على بعد حوالي 32 كم (20 ميل) شمال شرق لو هافر، عند تقاطع الطرق D 940 و D 11 و D 139. وهي تقع على ساحل منطقة باي دو كو.

## معرض صور

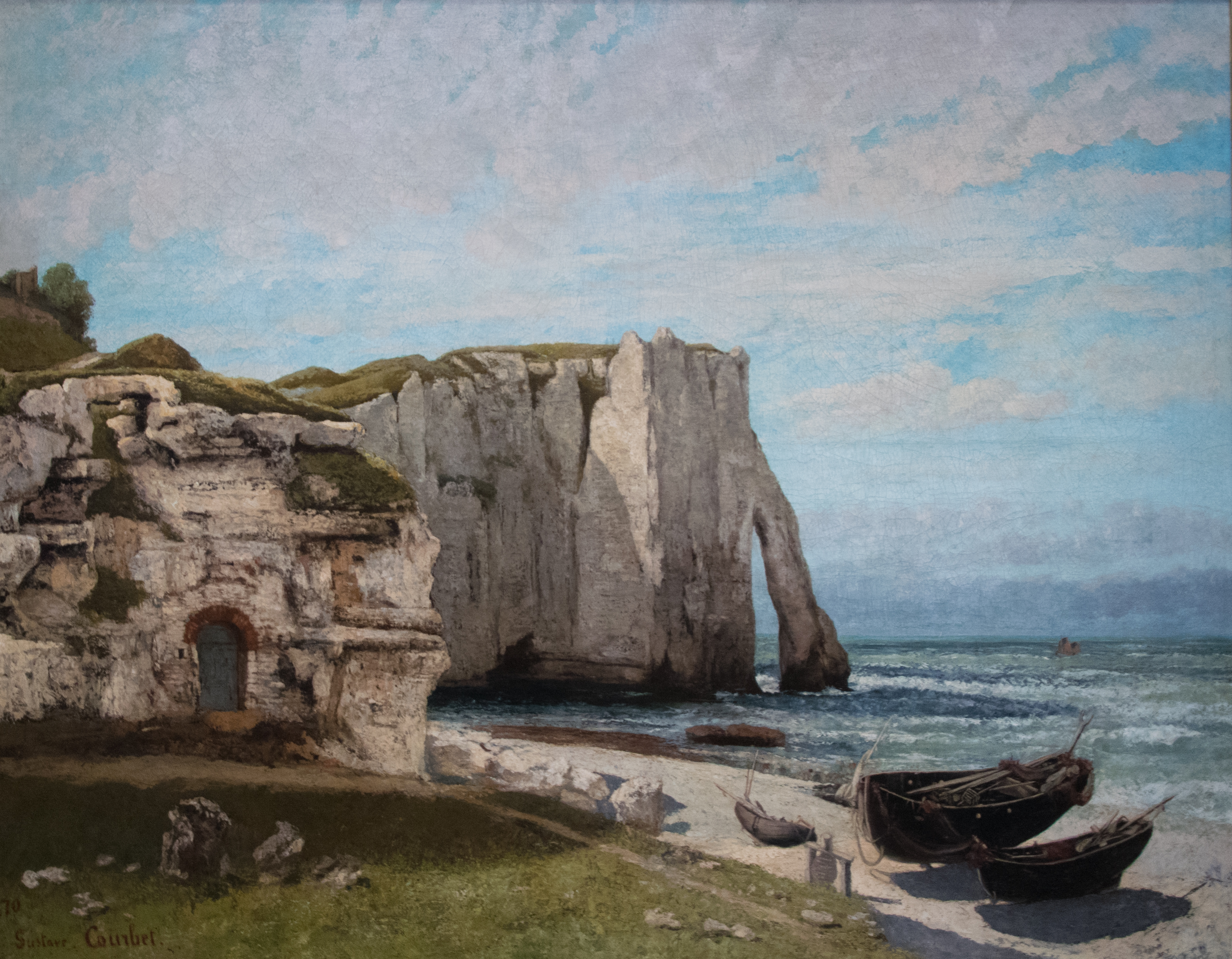
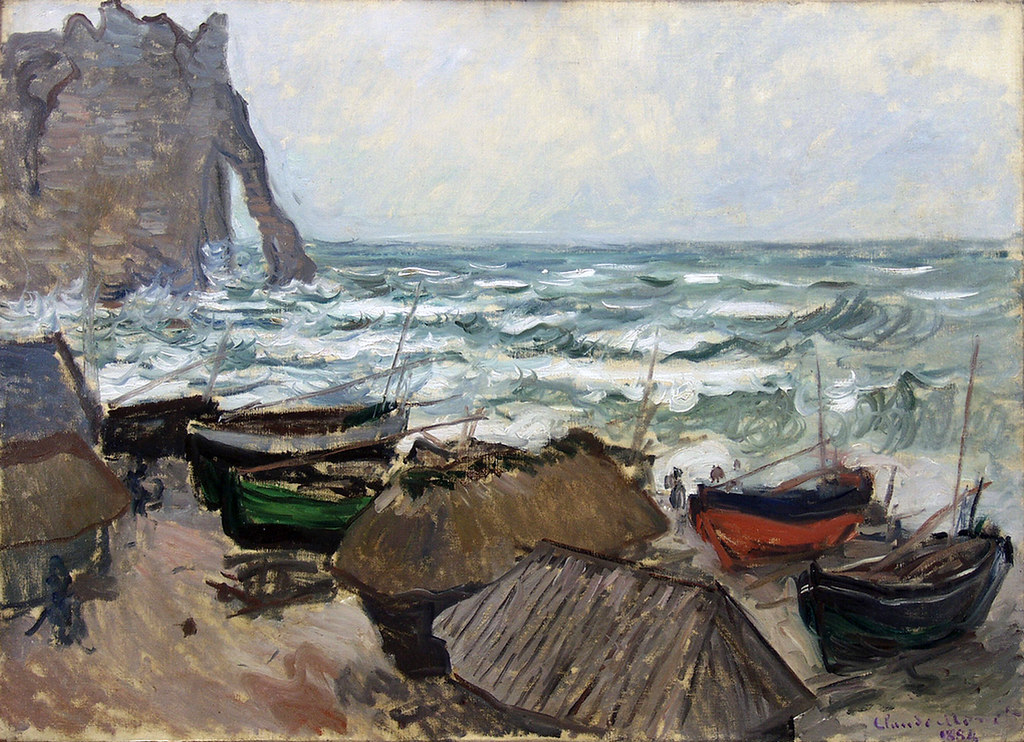
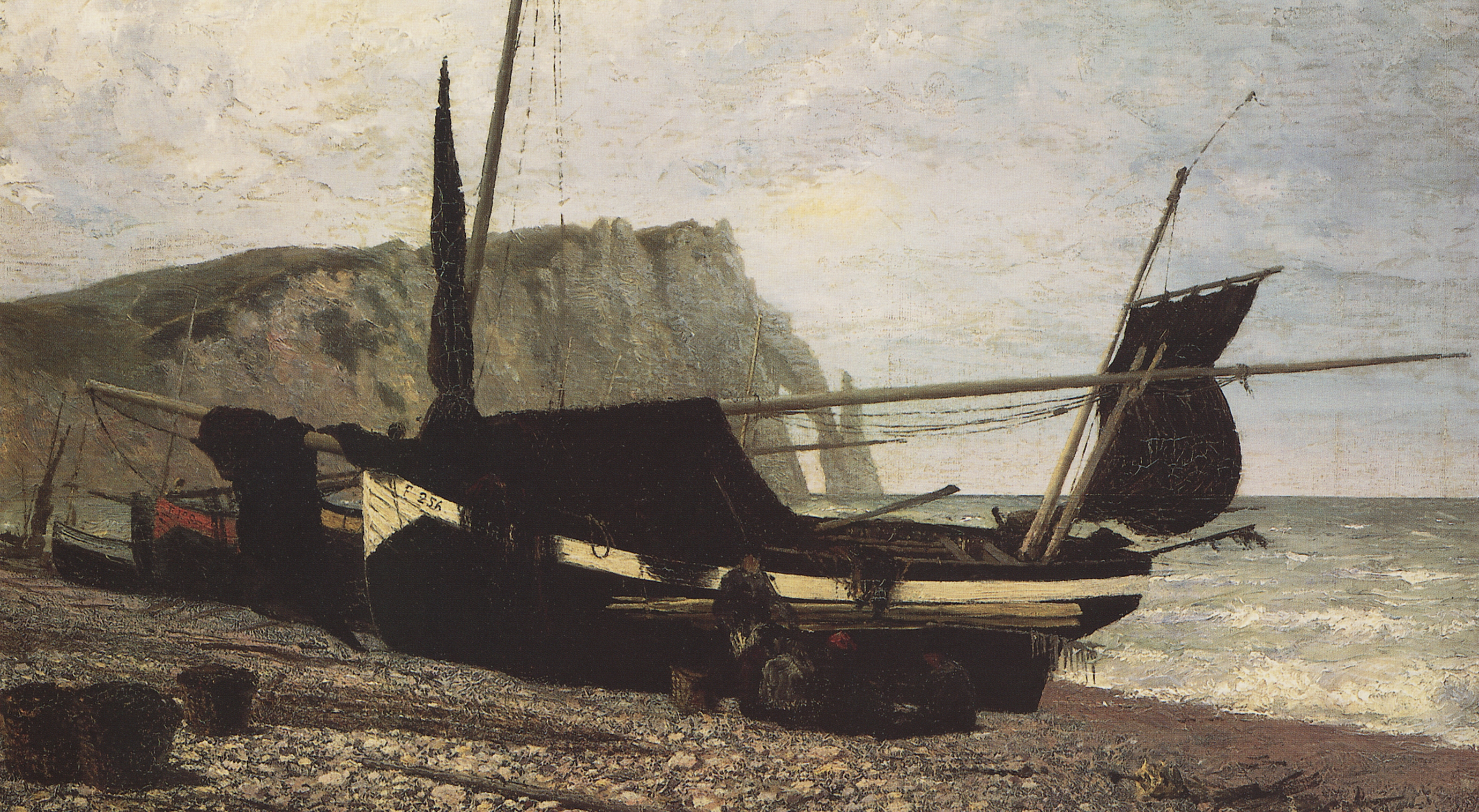